# Calibrachoa parviflora
Calibrachoa parviflora ist eine Pflanzenart aus der Gattung Calibrachoa in der Familie der Nachtschattengewächse (Solanaceae).

## Beschreibung

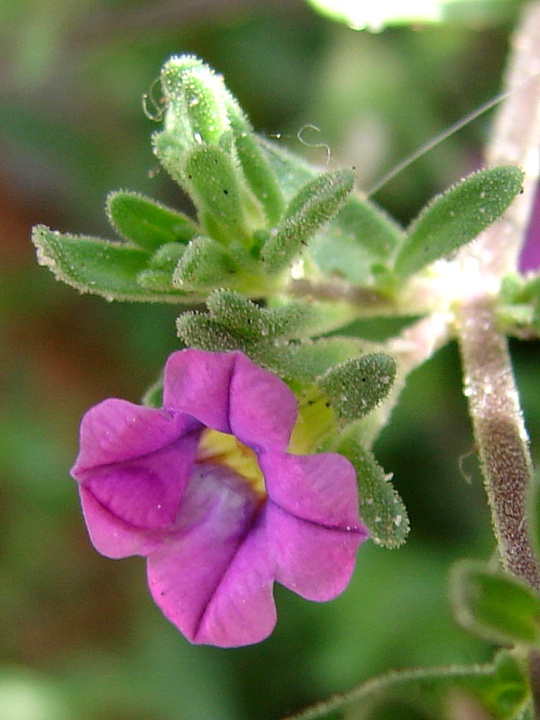
Calibrachoa parviflora

Calibrachoa parviflora besitzt stark belaubte, undeutlich zu erkennende Stängel. Die Laubblätter sind kurz und schmal und scheinen in Büscheln zu stehen. Die kleinen Kronen sind oft von der dichten Belaubung und den Kelchen umgeben. Die fünf Staubblätter sind nahezu gleichgestaltig, wobei jedoch zwei Staubbeutel etwas größer als die restlichen drei sein können. Die Narbe ist zweigespalten, kann jedoch nach außen hin etwas verbreitert sein, so dass sie leicht zweiarmig wirkt.
Die Chromosomenzahl beträgt 2n = 18.

## Verbreitung
Das ursprüngliche Verbreitungsgebiet der Art reicht vom warmen und gemäßigten Südamerika bis nach Mexiko und in die südlichen USA. Auf Kuba ist die Ursprünglichkeit fraglich. In Australien und in Florida ist die Art ein Neophyt.

## Systematik und botanische Geschichte
Die Art wurde 1803 von Antoine-Laurent de Jussieu als Petunia parviflora erstbeschrieben. Durch die Aufteilung der Gattung Petunia vergab H.J.W. Wijsman 1990 den Namen Calibrachoa parviflora.